# Badmotorfinger
Badmotorfinger je třetí studiové album americké hudební skupiny Soundgarden, vydané 8. října 1991 u A&M Records.
Toto album je první s baskytaristou Benem Shepherdem, který nahradil Jasona Evermana. Ten ze skupiny odešel po turné podporující předešlé album Louder Than Love.
Deska byla mnohem úspěšnější než předešlá alba (v USA získala 2x platinu). V té době byl zvýšený zájem o seattleskou hudební scénu. Ve stejné době, co byl vydán Badmotorfinger, vydala Nirvana kultovní album Nevermind. Batmotorfinger tak zůstal zčásti v pozadí, měl však také velký vliv na zpopulárnění seattleské hudby. Album bylo v roce 1992 nominováno na cenu Grammy za nejlepší metalový počin.
První singl z alba "Jesus Christ Pose" byl ze začátku kritizován kvůli závadnému textu (byl považován za satanistický). Píseň "Outshined" se objevila ve filmu Tonyho Scotta Pravdivá romance, píseň "Rusty Cage" se objevila na soundtracku k počítačové hře GTA: San Andreas.

## Skladby
Autory všech písní jsou Chris Cornell, Kim Thayil, Ben Shepherd a Matt Cameron.
| Pořadí | Název                            | Délka |
| ------ | -------------------------------- | ----- |
| 1.     | Rusty Cage                       | 4:28  |
| 2.     | Outshined                        | 5:12  |
| 3.     | Slaves & Bulldozers              | 5:12  |
| 4.     | Jesus Christ Pose                | 5:53  |
| 5.     | Face Pollution                   | 2:25  |
| 6.     | Somewhere                        | 4:22  |
| 7.     | Searching With My Good Eye Close | 6:33  |
| 8.     | Room a Thousand Years Wide       | 4:07  |
| 9.     | Mind Riot                        | 4:51  |
| 10.    | Drawing Flies                    | 2:28  |
| 11.    | Holy Water                       | 5:09  |
| 12.    | New Damage                       | 5:41  |

## Sestava
- Chris Cornell – zpěv, akustická kytara
- Kim Thayil – kytara
- Ben Shepherd – baskytara
- Matt Cameron – bicí